# Filzputz
Filzputz als Oberputz ist ein vornehmlich aus Kalkmörtel mit besonders fein gesiebtem Sandzuschlag gefertigter Putz, welcher 3–4 mm stark auf die ausgetrocknete Grundierung aufgetragen und mit einem regelmäßig angefeuchteten Filzbrett abgerieben wird. Die Oberfläche ist nach dem Abreiben sehr glatt. Dieser Putz ist besonders geeignet für kleine Flächen. Große, untergeordnete Flächen sind ebenfalls mit Filzputz zu gestalten. Jedoch muss man auf großen Flächen mit feinen Haarrissen rechnen, die bei einer so glatten Struktur deutlich sichtbar werden.
Traditionell verwendete man reinen (Luft-)Kalkputz (aus Sumpfkalk oder Weißkalkhydrat) ohne hydraulische Anteile. Dieser muss lange feucht gehalten werden und ist weniger rissgefährdet, da er langsam und elastisch abbindet. Je nach Feuchtigkeitsgehalt und Auftragsstärke ist es oft noch längere Zeit nach dem Aufbringen möglich, Risse im Ansatz zu verhindern, indem der Putz mit der Glättkelle verfestigt (vergleiche Kalkpresstechnik) und anschließend mit dem Filzbrett nochmals überschlämmt wird.